# 永丘昭典
永丘 昭典（ながおか あきのり、1954年1月1日 - ）は、日本の男性アニメーション演出家、アニメーション監督。長崎県出身。

## 来歴
1974年、20歳でスタジオジュニオへ入社。1982年『Dr.SLUMP “ほよよ!”宇宙大冒険』で監督を務める。『それいけ!アンパンマン キラキラ星の涙』、『アンネの日記』などを担当。

## 参加作品

### テレビアニメ
1975年
- 一休さん（制作進行）
- はじめ人間ギャートルズ（演出）

1977年
- 元祖天才バカボン（演出）

1978年
- 新・エースをねらえ!（演出）

1979年
- 新・巨人の星II（演出）
- ベルサイユのばら（演出）

1980年
- ムーの白鯨（演出）
- 太陽の使者 鉄人28号（演出）
- 闇の帝王 吸血鬼ドラキュラ（演出助手）

1981年
- がんばれ元気（演出）
- Dr.スランプ アラレちゃん（演出）

1982年
- Dr.スランプアラレちゃん ペンギン村英雄伝説（演出） 
- ときめきトゥナイト（チーフディレクター）

1983年
- 伊賀野カバ丸（演出）

1984年
- Gu-Guガンモ（演出）
- とんがり帽子のメモル（演出）

1985年
- タッチ（演出）

1986年
- ドラゴンボール（絵コンテ）
- Bugってハニー（チーフディレクター）

1988年
- それいけ!アンパンマン（1988年 - 現在、チーフディレクター→監督・絵コンテ・演出）

1989年
- YAWARA!（絵コンテ）

1998年
- パニポニ（監督）
- タッチ Miss Lonely Yesterday あれから、君は…（監督）

2000年
- 陽だまりの樹（絵コンテ）

2001年
- タッチ CROSS ROAD〜風のゆくえ〜（監督）

2007年
- 鉄子の旅（監督・絵コンテ）

### 劇場アニメ
1979年
- がんばれ!! タブチくん!!（絵コンテ）

1980年
- がんばれ!! タブチくん!! 第2弾 激闘ペナントレース（絵コンテ）

1982年
- Dr.SLUMP “ほよよ!”宇宙大冒険（監督）

1985年
- GU-GUガンモ（監督）

1986年
- タッチ 背番号のないエース（絵コンテ）

1987年
- タッチ3 君が通り過ぎたあとに（監督）
- Bugってハニー・メガロム少女舞4622（監督）

1989年
- それいけ!アンパンマン キラキラ星の涙（監督）

1990年
- それいけ!アンパンマン ばいきんまんの逆襲（監督）

1991年
- それいけ!アンパンマン とべ! とべ! ちびごん（監督）

1992年
- それいけ!アンパンマン つみき城のひみつ（監督）

1993年
- それいけ!アンパンマン 恐竜ノッシーの大冒険（監督）

1994年
- それいけ!アンパンマン リリカル☆マジカルまほうの学校（監督）

1995年
- アンネの日記（監督）

1996年
- それいけ!アンパンマン 空とぶ絵本とガラスの靴（監督）

1998年
- それいけ!アンパンマン てのひらを太陽に（監督）

2000年
- それいけ!アンパンマン 人魚姫のなみだ（監督）

2008年
- それいけ!アンパンマン 妖精リンリンのひみつ（監督）

### OVA
1988年
- ナマケモノが見てた（監督）
- マドンナ 炎のティーチャー（監督）

1989年
- マドンナ2 愛と青春のキック・オフ（監督）

1990年
- ロードス島戦記（総監督）

1994年
- 七都市物語 〜北極海戦線〜（総監督）